# Momčilo Stanojlović
Momčilo Stanojlović, srbski vojaški pilot, * 5. avgust 1916, † 13. junij 1943.

## Življenjepis
Končal je Nižjo šolo Vojaške akademije in Letalsko izvidniško šolo. Stanojlović, poročnik Kraljevega jugoslovanskega vojnega letalstva (KJVL), se je leta 1941 pridružil NOVJ in KPJ. Leta 1943 je padel v boju kot namestnik poveljnika 3. proletarske brigade.
Za narodnega heroja je bil razglašen 23. junija 1948.